# Pomona (Oper)
Sieg der fruchtbaren Pomona ist eine Barock-Oper (Originalbezeichnung: „Singe-Spiel“) in einem Akt und 18 Szenen von Reinhard Keiser (Musik) mit einem Libretto von Christian Heinrich Postel. Das Werk wurde erstmals am 19. Oktober 1702 zum Geburtstag Friedrichs IV. von Dänemark in der Oper am Gänsemarkt in Hamburg aufgeführt. 1703 gab es eine Folgeaufführung unter dem Titel Streit der vier Jahreszeiten oder der siegende Herbst.

## Handlung

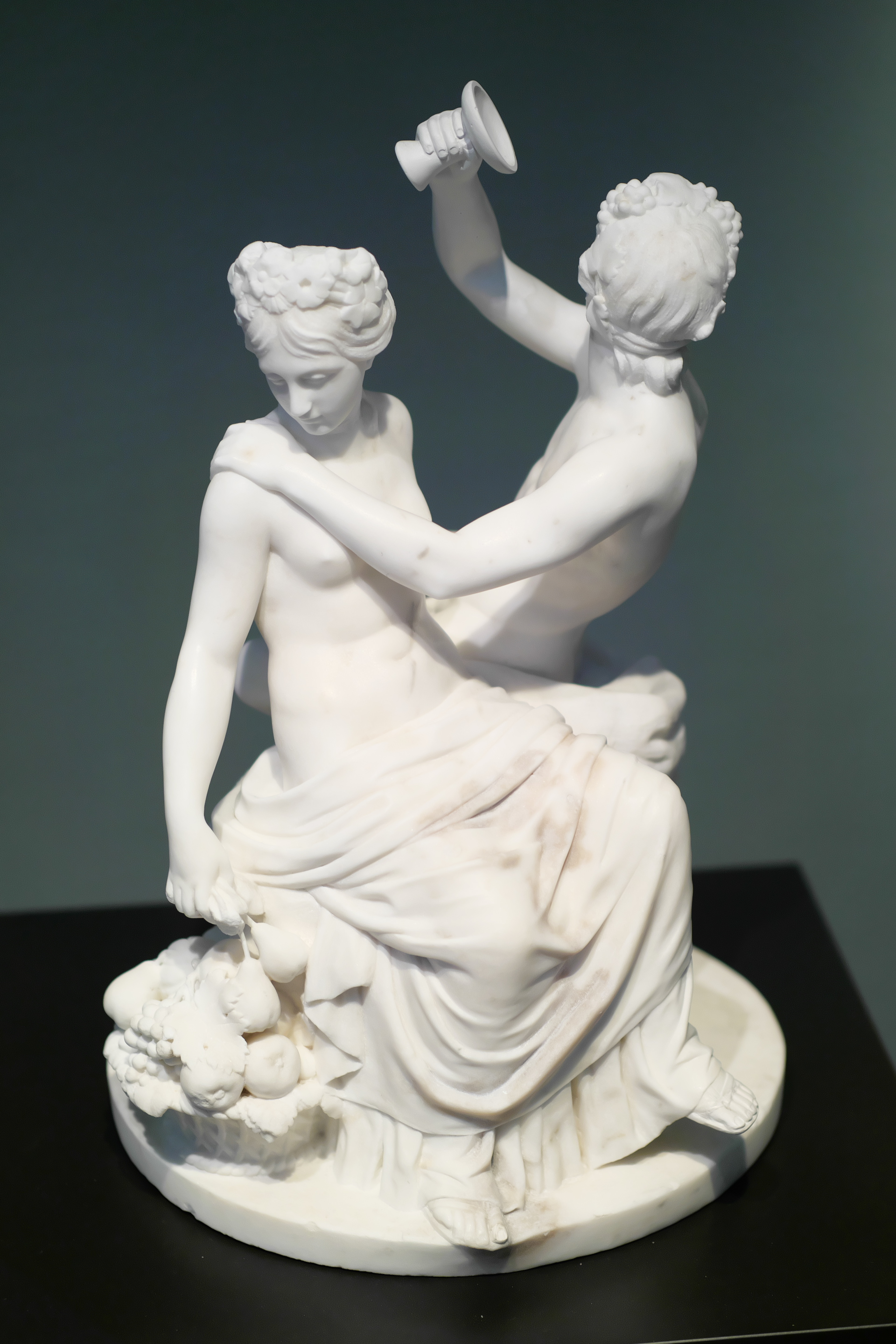
Marmorstatue Freundschaft und Liebe von Johann Gottfried Schadow aus dem Jahr 1798: Bacchus mit Weinbecher und Pomona mit Äpfeln.

Götterbote Mercurius lädt im Auftrag Jupiters zu einem Wettstreit ein, in dem entschieden werden soll, welcher der vier Jahreszeiten der Vorrang gebührt. Den Frühling verkörpern Flora mit ihrer Blütenpracht und der Windgott Zephyrus. Ceres, die Göttin des Ackerbaus, repräsentiert den Sommer mit Korn und Brot. Ihr Geliebter Jasion kann als Sterblicher leider nicht am Wettstreit teilnehmen und muss zurückbleiben. Die Obstgöttin Pomona und Bacchus streiten sich, wer von ihnen die Vorzüge des Herbstes am besten darstellen kann, Pomona mit ihren Äpfeln oder Bacchus mit seinem Wein. Pomona macht sich schließlich gemeinsam mit ihrem Ehemann Vertumnus auf den Weg zum Tempel. Der Winter wird vom Schmiedegott Vulcanus und seinen drei Knechten vertreten. Mercurius kommentiert die Diskussionen. Als alle am Palast versammelt sind, erscheint auch Jupiter. Zur Begrüßung preist er den Dänenkönig Friedrich als Schutzgott des Nordens, „der in der Sterblichkeit bereits unsterblich worden“ und seine Gemahlin Louise. Anschließend verkündet er Pomona als Siegerin des Wettstreits und segnet das Königspaar: „Himmel! so laß allezeit Phœbus Krafft bei FRIEDRICH wohnen/ Daß LOUYSE sei Pomonen Gleich an tausend Fruchtbarkeit.“

## Szenen und Musiknummern
Eine offene Galerie
- Arie (Mercurius): „Was das Leben lieblich machet“ (Szene 1)
- Arie (Mercurius): „Ich werde heut anschauen“ (Szene 1)

Ein schöner Garten mit Blumen
- Duett (Flora, Zephyrus): „Sei willkommen, meine Lust“ (Szene 2)
- Arie (Zephyrus): „Auf den Feldern deiner Wangen“ (Szene 2)
- Arie (Flora): „Wer liebt denkt stets zu seinem Trost“ (Szene 2)

Vorne ein Wald, dahinter ein Kornfeld
- Arie (Ceres): „Amor schertzt mit hohen Würden“ (Szene 3)
- Arie (Ceres): „Komm Schönster, komm Liebster“ (Szene 3)
- Arie (Jasion): „Göttin, ach! es ist zu viel“ (Szene 4)
- Duett (Ceres, Jasion): „Wir werden in gar kurtzer Zeit“ (Szene 4)
- Arie (Jasion): „Du scheidest von hinnen“ (Szene 5)
- Tanz des Gefolges der Ceres (Szene 5)

Eine fruchtbare Orangerie mit anderen Obstbäumen
- Arie (Bacchus): „Du edler Safft der Reben“ (Szene 6)
- Arie (Bacchus): „Wen du füllst mit deinen Tropfen“ (Szene 6)
- Arie (Pomona): „Zuviel Verwegenheit gewinnet nie den Streit“ (Szene 7)
- Arie (Pomona): „Kindheit ist wie Frühlings-Stunden“ (Szene 7)
- Duett (Bacchus, Pomona): „Indessen hoff ich doch zu siegen“ (Szene 7)
- Arie (Pomona): „Rühmet ihr Himmel von tausend Vergnügen“ (Szene 8)
- Arie (Pomona): „Ich komm, ich kehre wieder“ (Szene 8)
- Tanz des Gefolges der Pomona (Szene 8)
- Arie (Vertumnus): „Du ruffest ich komme“ (Szene 9)
- Arie (Vertumnus): „Kehret wieder schönste Glieder“ (Szene 9)
- Duett (Pomona, Vertumnus): „Endlich, endlich find ich dich“ (Szene 10)
- Arie (Pomona): „Der Sieg ist mein“ (Szene 10)

Eine raue Gegend mit beschneiten Hügeln, in deren Mitte ein Amboss steht
- Arie (Vulcanus): „Wenn alles ist beschneiet“ (Szene 11)
- Arie (Vulcanus): „Fachet die Kohlen auf“ (Szene 11)
- Tanz der Knechte des Vulcanus (Szene 11)

Prächtiger Vorsaal im himmlischen Palast Jupiters
- Arie (Mercurius): „Ein Buhler trägt ein schönes Joch“ (Szene 12)
- Arie (Bacchus): „Wer frölich wil leben“ (Szene 13)
- Arie (Ceres): „Lasset eurer Göttin Preiß“ (Szene 14)
- Arie (Vulcanus): „Solt’ ich ermüden“ (Szene 15)
- Arie (Zephyrus): „Hoffe nur!“ (Szene 16)
- Tanz des Gefolges der Flora (Szene 16)
- Arie (Pomona): „Weichet ihr flüchtiges Bluhmen-Gesinde“ (Szene 17)
- Terzett (Pomona, Flora, Ceres): „Meine Hoffnung wanket nicht“ (Szene 17)
- Arie (Mercurius): „Solt’ ich hir eine nähmen“ (Szene 17)
- Arie (Flora): „Solten holde Frühlings-Kinder“ (Szene 17)
- Arie (Flora): „Ihr seids allein“ (Szene 17)

Im Hintergrund wird der prächtige Palast Jupiters sichtbar
- Alle: „Komme grosser Himmels-Herr“ (Szene 18)
- Quartett (Flora, Ceres, Pomona, Vertumnus): „Sei wilkommen edler Tag!“ (Szene 18)
- Alle: „Wer wird dann den Ruhm erreichen“ (Szene 18)
- Flora/Pomona, Vertumnus/Ceres, Zephyrus/Bacchus, Vertumnus/Vulcanus: „Es mache sie beglükket“ (Szene 18)
- Arie (Pomona): „Grühnet und blühet im Seegen“ (Szene 18)
- Alle: „Soll Pomona fruchtbar sein“ (Szene 18)

## Werkgeschichte
Sieg der fruchtbaren Pomona entstand 1702 in Hamburg nach einem Auftrag des dänischen Residenten Hans Statius von Hagedorn. Anlass war die Geburtstagsfeier des dänischen Königs Friedrich IV., die auch in Hamburg gewürdigt werden sollte. Dort war es damals üblich, derartige auswärtige Anlässe durch die Aufführung von Opern zu feiern, die von den jeweiligen Residenten beauftragt und bezahlt wurden. Die Uraufführung fand am 19. Oktober 1702 in der Oper am Gänsemarkt statt. 1703 gab es eine weitere Aufführung unter dem Titel Streit der vier Jahreszeiten oder der siegende Herbst, in der die erste Szene gestrichen wurde.
Mit dieser Oper endete Keisers Zusammenarbeit mit dem Librettisten Christian Heinrich Postel, der seit 1697 ausschließlich für ihn geschrieben hatte. In den folgenden Jahren widmete Keiser noch drei weitere Opern dem dänischen Königshaus.
In neuerer Zeit wurde das Werk 1996 an der Komischen Oper Berlin und in der Evangelischen Kirche St. Georg in Weißenfels von der Capella Orlandi unter der Leitung von Thomas Ihlenfeldt aufgeführt. Die Titelrolle der Pomona sang Mona Spägele. Es war die erste szenische Produktion des Ensembles. Eine weitere Aufführung unter dem Titel Der Streit der vier Jahreszeiten fand 2004 in Steinfurt statt.
2014 ist eine CD mit der Capella Orlandi unter Thomas Ihlenfeldt erschienen. Die Sänger waren Melanie Hirsch (Sopran), Olivia Vermeulen (Mezzosopran), Doerthe Maria Sandmann (Sopran), Magdalene Harer (Sopran), Julian Podger (Tenor), Knut Schoch (Tenor), Jan Kobow (Tenor), Raimonds Spogis (Bass) und Jörg Gottschick (Bariton).